# Liste des sénateurs des Hauts-de-Seine
Cet article donne la liste des sénateurs élus dans les Hauts-de-Seine sous la Cinquième République, depuis les élections de 1968. Le nombre de sénateurs pour l'ancien département de Seine-et-Oise est alors fixé à 8 élus depuis l'élection complète du Sénat du 26 avril 1959. À la suite de la réorganisation de la région parisienne, entrée en vigueur le 1er janvier 1968, le nombre de sénateurs de la Seine et de Seine-et-Oise est porté de 30 à 39, ces sièges ayant été répartis entre les nouveaux départements. Les Hauts-de-Seine, de même que l'ensemble de la région parisienne, appartiennent alors à la série C. Les sénateurs sont élus pour un mandat de 9 ans, les renouvellements ayant eu lieu en 1977, 1986 et 1995.
Après la loi no 2003-697 du 30 juillet 2003, le mandat des sénateurs est réduit à 6 ans. La nouvelle durée s'applique aux Hauts-de-Seine lors des élections de 2004. Elle est cependant portée à sept ans, l'allongement d'un an de ce mandat étant dû à une décision du Conseil constitutionnel de 2004 qui reporte les élections initialement prévues en 2007 et 2010, pour éviter un trop grand nombre de scrutins en 2007. Les Hauts-de-Seine appartiennent, depuis les élections de 2011, à la série 1.
Les sénateurs sont élus au suffrage universel indirect par les grands électeurs français. En 2011, ceux-ci sont 2 095 en Hauts-de-Seine. En prolongement du mode de scrutin en vigueur dans l'ancien département de Seine-et-Oise est conservé le mode de scrutin proportionnel, le nombre d'élus étant de 7, dans le département des Hauts-de-Seine, depuis 1968.

## Mandature 1968-1977
Du 22 septembre 1968 au 24 septembre 1977.
| Identité                  | Parti | Parti | Fonctions lors de l'élection                                                    |
| ------------------------- | ----- | ----- | ------------------------------------------------------------------------------- |
| André Aubry               |       | PCF   | Conseiller municipal d'Antony                                                   |
| Robert Parenty            |       | CDS   | Conseiller général des Hauts-de-Seine                                           |
| Georges Dardel            |       | SFIO  | Maire de Puteaux                                                                |
| Jean Fleury               |       | UD-Ve | Conseiller municipal de Neuilly-sur-Seine Conseiller général des Hauts-de-Seine |
| Jean Fonteneau            |       | CDS   | Maire de Clamart                                                                |
| Michel Maurice-Bokanowski |       | UDR   | Maire d'Asnières-sur-Seine                                                      |
| Guy Schmaus               |       | PCF   |                                                                                 |

1. ↑  à compter du 9 novembre 1975, en remplacement d'Edmond Barrachin, décédé.
2. ↑  à compter du 12 janvier 1976, en remplacement d'André Fosset, nommé au gouvernement.

## Mandature 1977-1986
Du 25 septembre 1977 au 27 septembre 1986.
| Identité                  | Parti | Parti | Fonctions lors de l'élection                                                                                     |
| ------------------------- | ----- | ----- | --- |
| André Fosset              |       | CDS   | Conseiller régional d'Ile-de-France                                                                              |
| Jean-Pierre Fourcade      |       | PR    | Ministre Maire de Saint-Cloud Conseiller général des Hauts-de-Seine                                              |
| Paul Graziani             |       | RPR   | Député des Hauts-de-Seine Premier adjoint au Maire de Boulogne-Billancourt Conseiller général des Hauts-de-Seine |
| Michel Maurice-Bokanowski |       | RPR   | Maire d'Asnières-sur-Seine                                                                                       |
| Monique Midy              |       | PCF   | Adjointe au Maire de Colombes                                                                                    |
| Robert Pontillon          |       | PS    | Maire de Suresnes Conseiller général des Hauts-de-Seine                                                          |
| Guy Schmaus               |       | PCF   | Conseiller régional d'Ile-de-France Conseiller général des Hauts-de-Seine                                        |

1. ↑  à compter du 21 avril 1986, en remplacement de Charles Pasqua, nommé au gouvernement.
2. ↑  à compter du 24 juillet 1981, en remplacement d'Anicet Le Pors, nommé au gouvernement.

## Mandature 1986-1995
Du 28 septembre 1986 au 23 septembre 1995.
| Identité                  | Parti | Parti | Fonctions lors de l'élection                                                                                         |
| ------------------------- | ----- | ----- | --- |
| André Fosset              |       | UDF   | Conseiller régional d'Ile-de-France                                                                                  |
| Jean-Pierre Fourcade      |       | UDF   | Président de la commission des affaires sociales du Sénat Maire de Saint-Cloud Conseiller général des Hauts-de-Seine |
| Jacqueline Fraysse        |       | PCF   | Conseiller municipal de Nanterre                                                                                     |
| Paul Graziani             |       | RPR   | Président du conseil général des Hauts-de-Seine Premier adjoint au Maire de Boulogne-Billancourt                     |
| Michel Maurice-Bokanowski |       | RPR   | Maire d'Asnières-sur-Seine                                                                                           |
| Françoise Seligmann       |       | PS    | |
| Jean-Pierre Schosteck     |       | RPR   | Maire de Châtillon Conseiller général des Hauts-de-Seine                                                             |

1. ↑  à compter du 21 mars 1992, en remplacement de Robert Pontillon, décédé.
2. ↑  à compter du 1er mai 1993, en remplacement de Charles Pasqua, nommé au gouvernement, lui-même en remplacement d'Émile Tricon, démissionnaire le 10 mai 1988.

## Mandature 1995-2004
Du 24 septembre 1995 au 30 septembre 2004.
| Identité                 | Parti | Parti | Fonctions lors de l'élection                                            |
| ------------------------ | ----- | ----- | ----------------------------------------------------------------------- |
| Robert Badinter          |       | PS    |                                                                         |
| Denis Badré              |       | UDF   | Maire de Ville-d'Avray                                                  |
| Charles Ceccaldi-Raynaud |       | RPR   | Maire de Puteaux                                                        |
| Jean-Pierre Fourcade     |       | UDF   | Maire de Boulogne-Billancourt                                           |
| Roland Muzeau            |       | PCF   | Adjoint au Maire de Gennevilliers Conseiller général des Hauts-de-Seine |
| Roger Karoutchi          |       | RPR   | Conseiller municipal de Boulogne-Billancourt                            |
| Jean-Pierre Schosteck    |       | RPR   | Maire de Châtillon                                                      |

1. ↑  à compter du 29 mars 2000, en remplacement de Michel Duffour, nommé au gouvernement, lui-même suppléant de Jacqueline Fraysse, élue député de la 4e circonscription le 12 juin 1997.
2. ↑  à compter du 17 décembre 1999, en remplacement de Charles Pasqua, démissionnaire.

## Mandature 2004-2011
Du 26 septembre 2004 au 30 septembre 2011.
| Identité                 | Parti | Parti | Fonctions lors de l'élection         |
| ------------------------ | ----- | ----- | ------------------------------------ |
| Robert Badinter          |       | PS    |                                      |
| Denis Badré              |       | UDF   | Maire de Ville-d'Avray               |
| Isabelle Debré           |       | UMP   | Première adjointe au Maire de Vanves |
| Jean-Pierre Fourcade     |       | UMP   | Maire de Boulogne-Billancourt        |
| Jacques Gautier          |       | UMP   | Maire de Garches                     |
| Brigitte Gonthier-Maurin |       | PCF   |                                      |
| Charles Pasqua           |       | UMP   |                                      |

1. ↑  à compter du 29 juillet 2009, en remplacement de Roger Karoutchi, nommé à la Haute Cour de justice, ayant retrouvé son siège lors d'une élection partielle du 24 au 28 juillet 2009 après la démission de Jacques Gautier, qui le suppléait depuis le 25 juin 2007 à la suite de sa nomination au  gouvernement.
2. ↑  à compter du 29 juin 2007, en remplacement de Roland Muzeau, élu député de la 1re circonscription.

## Mandature 2011-2017
Du 25 septembre 2011 au 30 septembre 2017.
| Identité                 | Parti | Parti            | Fonctions lors de l'élection                          |
| ------------------------ | ----- | ---------------- | ----------------------------------------------------- |
| Isabelle Debré           |       | Les Républicains | Première adjointe au Maire de Vanves                  |
| André Gattolin           |       | EELV             |                                                       |
| Jacques Gautier          |       | Les Républicains | Maire de Garches                                      |
| Brigitte Gonthier-Maurin |       | PCF              | Conseillère municipale de Colombes                    |
| Philippe Kaltenbach      |       | PS               | Maire de Clamart                                      |
| Roger Karoutchi          |       | Les Républicains | Adjoint au Maire de Villeneuve-la-Garenne             |
| Hervé Marseille          |       | NC               | Maire de Meudon Conseiller général des Hauts-de-Seine |

## Mandature 2017-2023
Depuis le 30 septembre 2017.
| Identité          | Parti | Parti                       | Fonctions lors de l'élection                 |
| ----------------- | ----- | --------------------------- | -------------------------------------------- |
| André Gattolin    |       | LREM                        |                                              |
| Xavier Iacovelli  |       | LREM-Territoires de progrès | Conseiller municipal de Suresnes             |
| Roger Karoutchi   |       | LR                          |                                              |
| Christine Lavarde |       | LR                          | Conseiller municipal de Boulogne-Billancourt |
| Hervé Marseille   |       | UDI                         | Conseiller municipal de Meudon               |
| Pierre Ouzoulias  |       | PCF                         | Conseiller départemental des Hauts-de-Seine  |
| Philippe Pemezec  |       | LR                          | Conseiller Municipal du Plessis-Robinson     |

## Mandature 2023-2029
Depuis le 23 septembre 2023.
| Identité             | Parti | Parti                       | Fonctions lors de l'élection                 |
| -------------------- | ----- | --------------------------- | -------------------------------------------- |
| Roger Karoutchi      |       | LR                          |                                              |
| Christine Lavarde    |       | LR                          | Conseiller municipal de Boulogne-Billancourt |
| Hervé Marseille      |       | UDI                         | Conseiller municipal de Meudon               |
| Isabelle Florennes   |       | MoDem                       | Conseiller municipal de Suresnes             |
| Xavier Iacovelli     |       | LREM-Territoires de progrès | Conseiller municipal de Suresnes             |
| Pierre Ouzoulias     |       | PCF                         | Conseiller départemental des Hauts-de-Seine  |
| Marie-Do Aeschlimann |       | LR                          | Vice-présidente de la région Ile-de-France   |